# Taeniogyrus dunedinensis
Taeniogyrus dunedinensis is een zeekomkommer uit de familie Chiridotidae. De wetenschappelijke naam van de soort werd in 1881 gepubliceerd door Thomas Jeffery Parker.
Taeniogyrus dunedinensis is vernoemd naar Dunedin, de stad waarin het voor het eerst werd geïdentificeerd door Thomas Parker. Het heeft één ondersoort, Taeniogyrus dunedinensis microurna (Mortensen, 1925).
Voeden zich met organisch afval in het sediment.

## Omschrijving
Deze zeekomkommers zijn rood-roze van kleur met roodachtige spikkels aan de uiteinden. Ze groeien tot 50 mm lang.

## Leefomgeving
Ze graven zichzelf in op wadden (vaak rond zeegras) en in slibrijke spleten tussen rotsen aan de kust van het Zuidereiland van Nieuw-Zeeland.